# Eero Virtanen
Eero Arvid Virtanen (ur. 22 października 1915 w Vaajakoski, zm. 1 czerwca 2003 w Jyväskylän maalaiskunta) – fiński zapaśnik walczący w stylu klasycznym. Olimpijczyk z Londynu 1948, gdzie zajął szóste miejsce w kategorii do 67 kg.
Wicemistrz Finlandii w 1944, 1945 i 1947 roku.

## Letnie Igrzyska Olimpijskie 1948
| Konkurencja          | Rundy eliminacyjne  | Rundy eliminacyjne | Rundy eliminacyjne        | Rundy eliminacyjne   | Klas. końcowa |
| Konkurencja          | Przeciwnik I        | Przeciwnik II      | Przeciwnik III            | Przeciwnik IV        | Miejsce       |
| -------------------- | ------------------- | ------------------ | ------------------------- | -------------------- | ------------- |
| 67 kg styl klasyczny | Václav Tuhý (TCH) P | wolny los          | Johannes Munnikes (NED) Z | Aage Eriksen (NOR) P | 6.            |